# عملیات‌های پنجه عقاب و ببر
عملیات‌های مشترک پنجۀ عقاب و پنجۀ ببر (به ترکی: Pençe-Kartal Operasyonu و Pençe-Kaplan Operasyonu؛ به انگلیسی: Claw-Eagle and Claw-Tiger operations) عملیات‌های برون‌مرزی مشترک نیروهای مسلح ترکیه و نیروهای مسلح ایران در خاک کردستان عراق گفته می‌شود که هم‌اکنون نیز ادامه دارد. اهداف حملات در این عملیات‌ها در کوهستان قندیل، منطقۀ سنجار و مخمور بوده و به ادعای مقامات ترکیه ظاهراً مواضع حزب کارگران کردستان (پ.ک.ک) هدف قرار داده می‌شود. این حملات بخشی از منازعات در حال جریان ترکیه با کردها و ایران با کردها به شمار می‌آید. عملیات پنجۀ عقاب کارزار حملات هوایی است که از ۱۵ ژوئن ۲۰۲۰ آغاز شده است. عملیات پنجۀ ببر نیز کارزاری زمینی است که از ۱۷ ژوئن ۲۰۲۰ شروع شده است.